# Литвин, Пётр Михайлович
Пётр Михайлович Литвин (укр. Петро Михайлович Литвин; род. 12 июня 1967, село Слобода Романовская, Новоград-Волынский район, Житомирская область, УССР, СССР) — украинский военачальник, генерал-лейтенант. Дипломат.

## Образование
- Киевское танковое инженерное училище (1990 год)
- Оперативно-тактический (в 2001 году) и Оперативно-стратегический факультеты (2008 год, с отличием и золотой медалью) Национальной академии обороны Украины .

## Карьера
Проходил службу в Дальневосточном и Прикарпатском военных округах, а также в Северном и Западном оперативном командовании Сухопутных войск Вооружённых Сил Украины.
Командовал танковым полком, танковой дивизией, танковой и механизированной бригадой.
С февраля 2005 по июль 2007 года — заместитель командира 13-го армейского корпуса Сухопутных войск (Ровно).
С 10 июля 2007 года — командующий войсками Южного оперативного командования (бывший Одесский военный округ). С 10 мая 2012 года — командир 8-го механизированного корпуса Сухопутных войск. Депутат Житомирского областного совета 5 созыва.
Участник вооружённого конфликта на востоке Украины. Во время горячей фазы войны в Донбассе летом 2014 года был командующим в секторе «Д» — самой узкой полосе вдоль восточной границы с РФ. Имя Н. Литвина фигурировало в деле о расследовании Иловайской трагедии.
С 19 июня 2018 по 19 июля 2019 года — Чрезвычайный и Полномочный Посол Украины в Республике Армения.

## Семья
- Жена — Алла Петровна. Сыновья: Вадим и Константин.
- Родные братья:
  - Владимир Михайлович Литвин — экс-председатель Верховной Рады Украины.
  - Николай Михайлович Литвин — экс-председатель Государственной Пограничной службы Украины, генерал армии Украины.

## Награды
- Орден «За заслуги» II степени (24 августа 2013 года) — за весомый личный вклад в защиту государственного суверенитета, обеспечение конституционных прав и свобод граждан, укрепление экономической безопасности государства, высокопрофессиональное исполнение служебного долга и по случаю 22-й годовщины независимости Украины[5]
- Орден «За заслуги» III степени (21 февраля 2005 года) — за личное мужество и отвагу, проявленные в защите государственных интересов, укрепление обороноспособности и безопасности Украины, высокий профессионализм[6]
- Знак Министра обороны Украины «Доблесть и честь»
- Почётный гражданин Новоград-Волынского
- другие награды

## Воинские звания
- Генерал-майор (с 6 декабря 2005 года)
- Генерал-лейтенант (с 20 августа 2008 года)

## Скандалы
25 августа 2012 года в Новоград-Волынском Пётр Литвин напал на активистов, которые распространяли листовки в рамках кампании «Месть за раскол страны».